# دفاع قلعه برست
دفاع قلعه برست نخستین نبرد بزرگ عملیات بارباروسا، تهاجم نیروهای محور به اتحاد جماهیر شوروی بود که در ۲۲ ژوئن ۱۹۴۱ آغاز شد. ورماخت بدون اخطار به شوروی حمله کرد و انتظار داشت در روز نخست قلعه برست را تسخیر شود و در عملیات فقط از پیاده‌نظام و توپخانه استفاده کند اما تصرف قلعه یک هفته طول کشید. بسیاری از مدافعان این قلعه کشته یا اسیر شدند.